# Roger Vadim
Roger Vadim (Parijs, 26 januari 1928 – Saint Tropez, 11 februari 2000) was een Frans filmregisseur.

## Biografie
Roger Vadim werd geboren als Roger Vladimir Plemiannikov in Parijs. Zijn moeder was een Provençaalse. Zijn vader Igor Plemiannikov was een tot Frans burger genaturaliseerde Rus en viceconsul voor Frankrijk in Egypte. Daar bracht Vadim dan ook zijn kindertijd door.
Roger begon vanaf 1944 met acteren voor het toneel. In 1947 leerde hij via André Gide Marc Allégret kennen. Hij werd Allégrets assistent tot 1956 en schreef in die periode mee aan vijf filmscenario's van Allégret. Als filmacteur debuteerde hij in Les Dents longues (Daniel Gélin, 1952) en later volgde onder meer Futures vedettes (Marc Allégret, 1955).
In 1956 debuteerde hij als filmregisseur met de tragikomedie Et Dieu... créa la femme met zijn toenmalige vrouw Brigitte Bardot in de hoofdrol. Een jaar later scheidden ze en in 1958 trouwde Vadim met Annette Stroyberg, een Deense actrice aan wie hij een hoofdrol gaf in het drama Les Liaisons dangereuses 1960 (1959), een moderne filmadaptatie van de klassieke briefroman van Pierre Choderlos de Laclos, naast de twee monstres sacrés Gérard Philipe en Jeanne Moreau.
Twee jaar later waren ze weer gescheiden, waarop Vadim een relatie begon met de toen 17-jarige Catherine Deneuve. Ze speelde mee in het drama Le Vice et la vertu (1963), waarin het verhaal en de personages, vrij geïnspireerd op het werk van de Markies de Sade, werden gesitueerd tijdens de Tweede Wereldoorlog.
Het bleef bij één film want Vadim was ondertussen verliefd geworden op de Amerikaanse Jane Fonda, met wie hij La Ronde draaide en in 1965 trouwde. Hij draaide vier films met haar, waaronder de sciencefictionfilm Barbarella (1968), zijn laatste commercieel succes. In 1973 scheidde het paar en twee jaar later trouwde Vadim met Catherine Schneider. Ook dit huwelijk duurde niet lang en in 1990 trouwde Vadim voor de vijfde en laatste keer, met de Franse actrice Marie-Christine Barrault. In 2000 stierf Roger Vadim in Saint-Tropez aan kanker.

## Relaties
- Brigitte Bardot - getrouwd: 20-12-1952 - gescheiden: 6-12-1957
- Annette Stroyberg - getrouwd: 1958 - gescheiden: 1960 (1 dochter, Nathalie)
- Catherine Deneuve - relatie 1960 - 1963 (1 zoon, Christian)
- Jane Fonda - getrouwd: 14-8-1965 - gescheiden: 16-1-1973 (1 dochter, Vanessa)
- Catherine Schneider - getrouwd: 1975 - gescheiden: 1977 (1 dochter, Vania)
- Marie-Christine Barrault - getrouwd: van 1990 tot aan zijn dood in 2000

## Filmografie
- 1956 : Et Dieu... créa la femme
- 1957 : Sait-on jamais...
- 1958 : Les Bijoutiers du clair de lune
- 1959 : Les Liaisons dangereuses 1960
- 1960 : Et mourir de plaisir
- 1961 : La Bride sur le cou
- 1962 : Les Sept Péchés capitaux (sketchenfilm : episode L'Orgueil)
- 1962 : Le Repos du guerrier
- 1963 : Le Vice et la vertu
- 1963 : Château en Suède
- 1964 : La Ronde
- 1966 : La Curée
- 1968 : Histoires extraordinaires ( sketchenfilm : episode Metzengerstein)
- 1968 : Barbarella
- 1971 : Pretty Maids All in a Row
- 1972 : Hellé
- 1973 : Don Juan 73 ou Si Don Juan était une femme...
- 1974 : La Jeune fille assassinée
- 1976 : Une femme fidèle
- 1980 : Night Games
- 1982 : The Hot Touch
- 1983 : Surprise Party